# Беликов, Александр Антонович

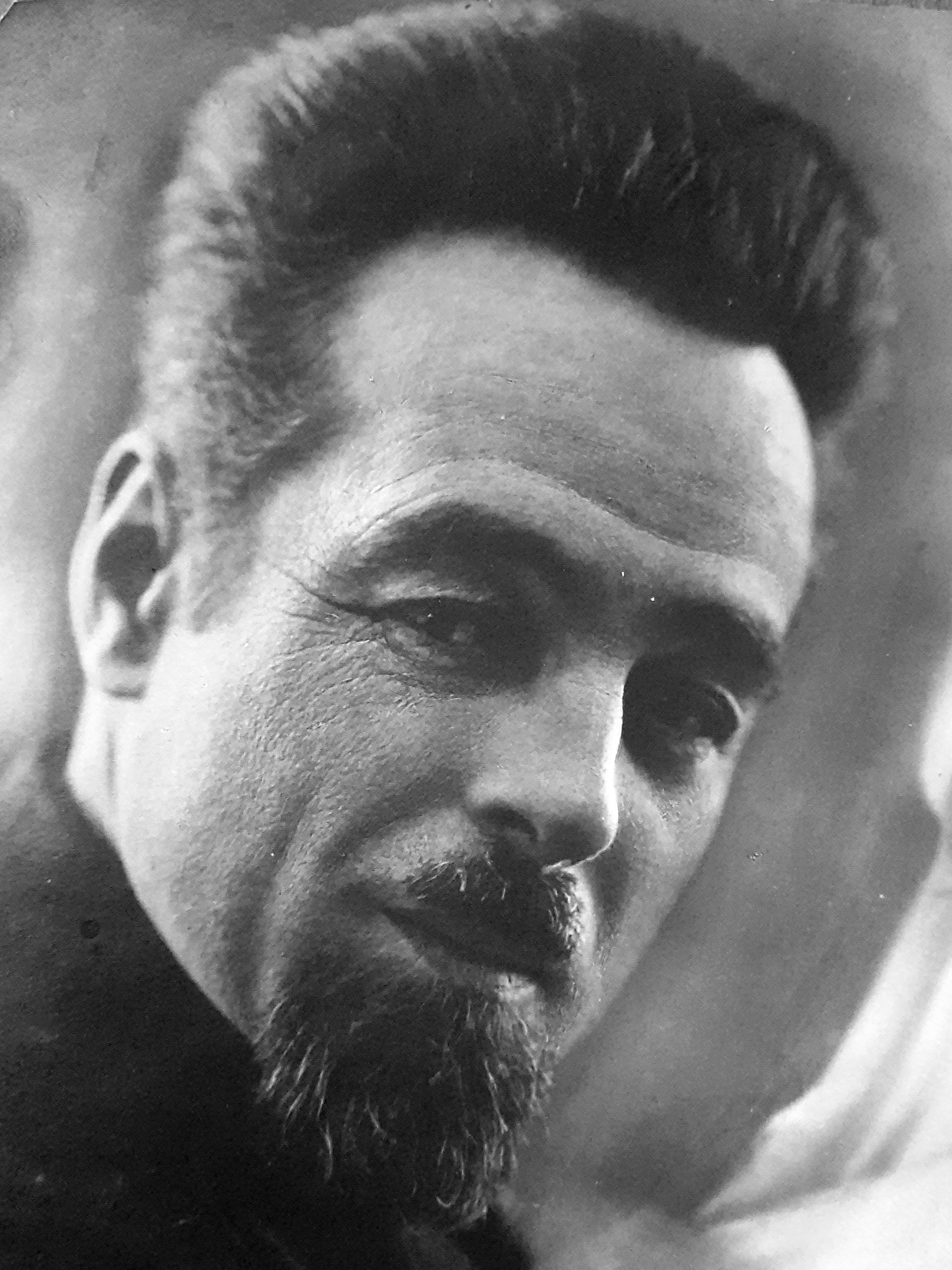
Беликов Александр Антонович

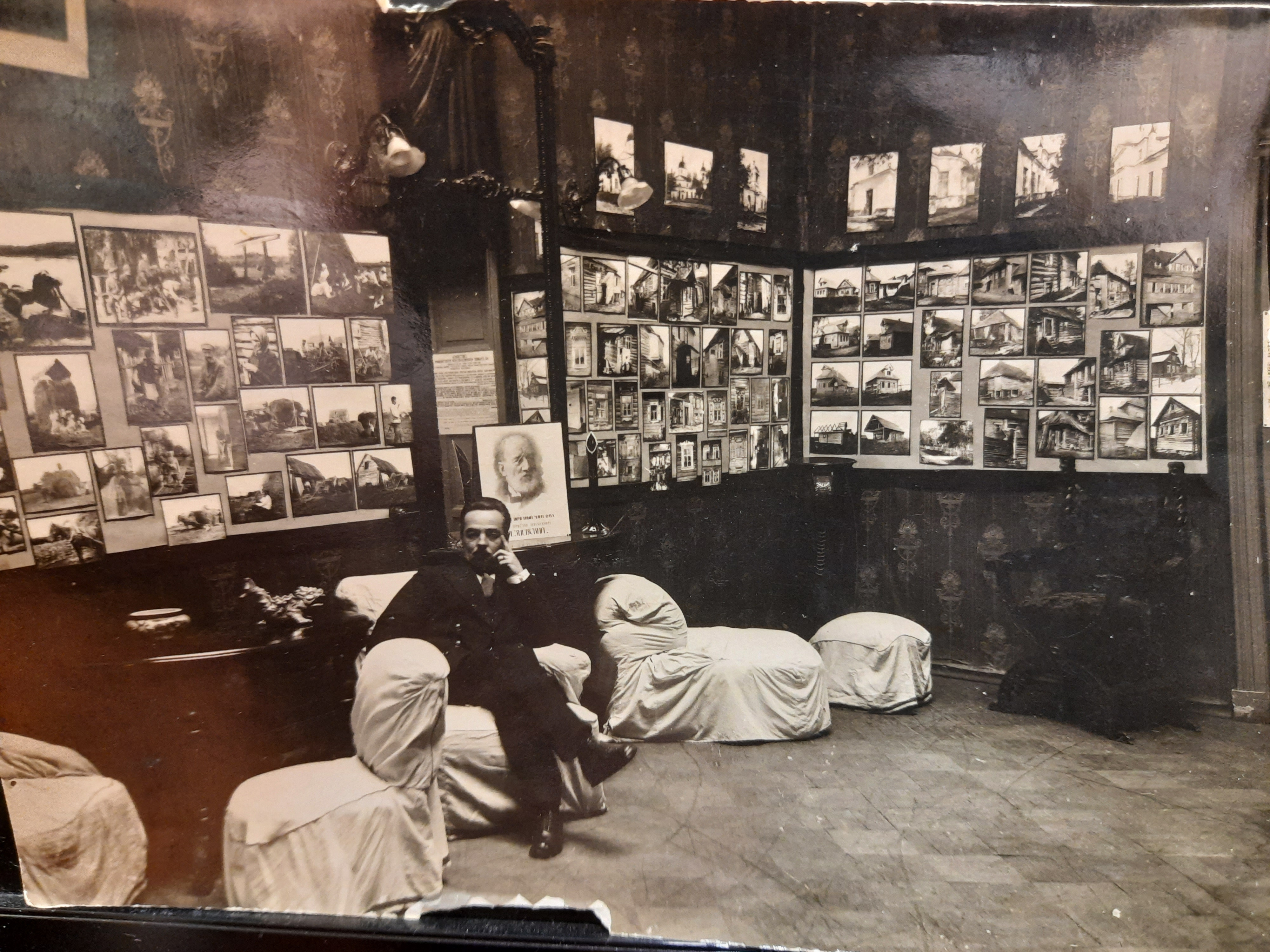
Индивидуальная фотографическая выставка (1926), Ленинград

Алекса́ндр Анто́нович Бе́ликов (25 января 1883 — 20 ноября 1940) — ленинградский фотограф, педагог, краевед, географ, секретарь Ленинградского общества деятелей художественной и технической фотографии. Активный пропагандист использования фотографии как способа фиксации повседневной жизни в краеведческих исследованиях. Участник многих фотовыставок Ленинграда и Москвы.
В 1920-е годы в качестве фотографа принимал участие в научных этнографо-антропологических экспедициях Академии наук СССР, Ленинградского университета, Географического общества СССР, Комиссии по изучению племенного состава населения СССР в Ленинградской области и Карельской АССР.
Значительная часть наследия А. А. Беликова, хранится в МАЭ (Музей антропологии и этнографии им. Петра Великого (Кунсткамера) РАН (Коллекция И-1228).

## Биография
Александр Антонович родился в Санкт-Петербурге. Отец — потомственный дворянин Антон Александрович Беликов, статский советник, преподаватель Главного немецкого училища Святого Петра «Петришуле» — одного из старейших учебных заведений России и первой школы Санкт-Петербурга. Мать Алиса Луиза Фридриховна (в девичестве Укше), дочь митавского купца 2-й гильдии.
После окончания полного курса Реального отделения Главного немецкого училища Святого Петра и бухгалтерско-корреспондентских курсов Беликов А. А. служил управляющим Виленским отделением Санкт-Петербургского телеграфного агентства. После Октябрьской революции в 1918 г. поступил на юридический факультет Первого Петроградского Университета. В августе 1919 г. мобилизован в Красную Армию. После демобилизации в 1921 г. продолжил обучение в Первом Петроградском Университете с переводом на общественно педагогическое отделение факультета общественных наук. После окончания преподавал географию в школах Ленинграда, на Государственных курсах по подготовке к конкурсным экзаменам в учебные заведения, являлся организатором и руководителем географических, краеведческих и фотографических кружков. Совершал самостоятельные краеведческие поездки в деревни Ленинградской области, Карелии, увлеченно пропагандировал применение фотографии в научных и просветительских целях, организуя выставки и печатаясь в фотографических и краеведческих журналах СССР. Умер 20 ноября 1940 г. от кардиосклероза. Похоронен на Серафимовском кладбище г. Санкт-Петербурга.